# Knuckey Peaks
Die Knuckey Peaks  sind eine Gruppe isolierter Berggipfel im ostantarktischen Enderbyland. Sie ragen rund 50 km südöstlich der McLeod-Nunatakker und 25 km westlich der Doggers-Nunatakker aus dem Antarktischen Eisschild auf.
Eine Hundeschlittenmannschaft bei den Australian National Antarctic Research Expeditions entdeckte und kartierte sie im Dezember 1958. Das Antarctic Names Committee of Australia benannte sie nach dem australischen Geodäten Graham Alexander Knuckey (1934–1969), Mitglied dieser Mannschaft, der überdies 1958 auf der Mawson-Station tätig war.